# Vlag van Peer
De vlag van Peer is de gemeentevlag van de Limburgse gemeente Peer. De vlag is verticaal verdeeld, links, tien horizontale strepen om en om geel en rood, rechts, vijf verticale strepen geel-rood-rood-geel.

## Geschiedenis
De vlag van Peer werd terzelfder tijd met de herbevestiging van het wapen van Peer aan de gemeente toegekend en is op dit wapen gebaseerd.
De vlag werd door de gemeenteraad op 8 juli 1985 officieel vastgesteld. Op 2 september 1985 werd hij door het Bestuur van Vlaanderen bevestigd en uiteindelijk gepubliceerd op 8 juli 1986 in het officiële Belgisch Staatsblad.

## Omschrijving
Officieel wordt de vlag beschreven als:
Gedeeld 1. tien even hoge banen van geel en van rood 2. geel met twee rode palen.

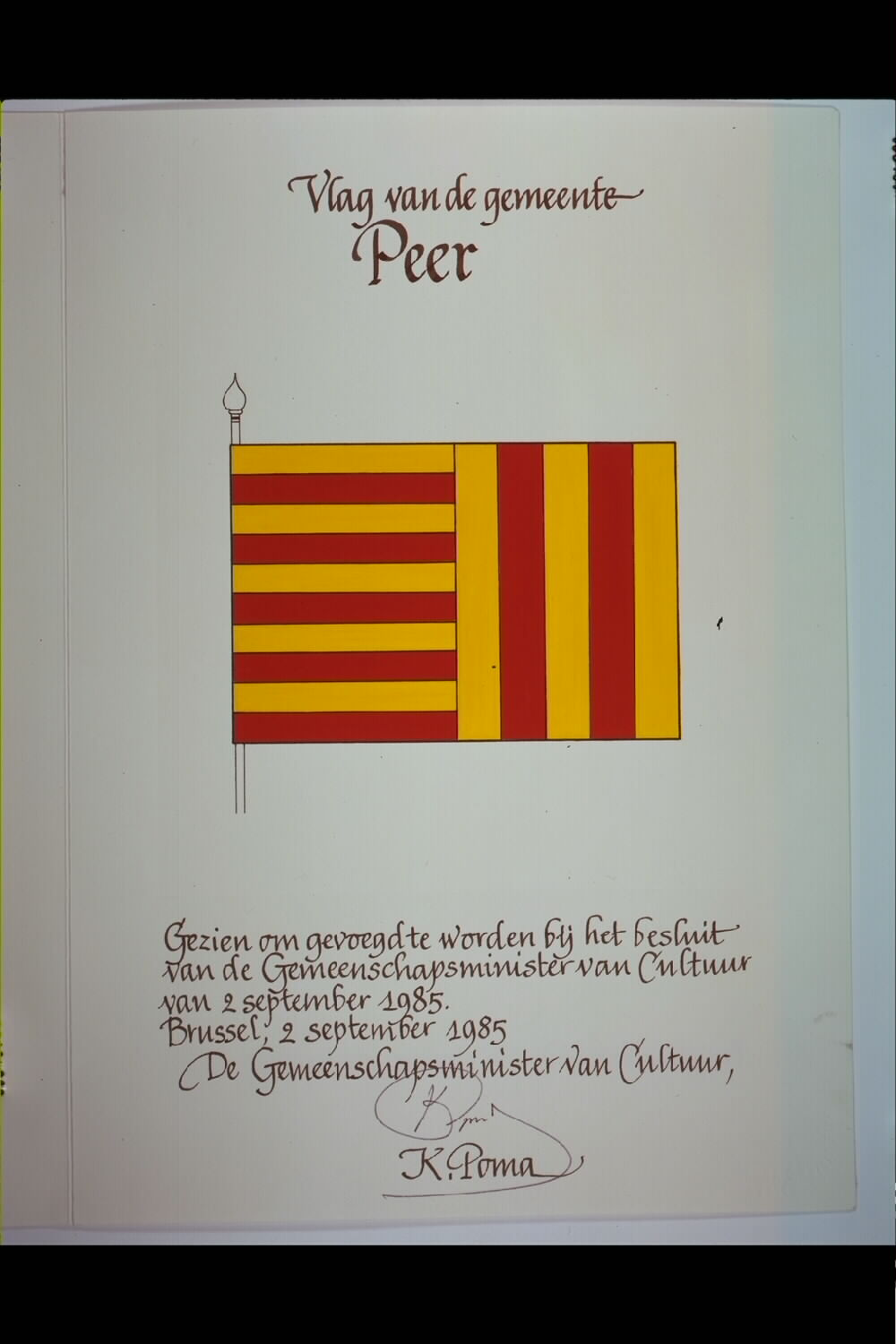
Ontwerp vlag getekend door Karel Poma